# Actinostemon sparsifolius
Actinostemon sparsifolius är en törelväxtart som först beskrevs av Johannes Müller Argoviensis, och fick sitt nu gällande namn av Ferdinand Albin Pax. Actinostemon sparsifolius ingår i släktet Actinostemon och familjen törelväxter. Inga underarter finns listade i Catalogue of Life.